# Francisco Robles García

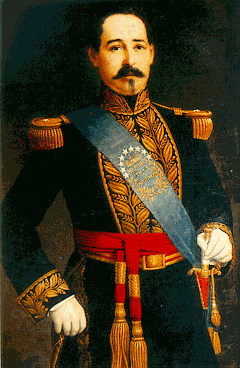
Francisco Robles García

Francisco Robles García (Guayaquil, 1811 - aldaar, 2 maart 1893) was van 1856 tot 1859 president van Ecuador.
Francisco Robles volgde op 16 oktober 1856 president José María Mariano Segundo de Urbina Viteri op als president. Hij kondigde een algemene amnestie af voor politieke ballingen. Dankzij deze amnestie kon een politicus als Gabriel García Moreno naar Ecuador terugkeren.
In 1858 leidde een onbeduidend grensconflict met Peru tot een oorlog. In november 1858 verlegde Robles de hoofdstad van Quito naar de havenstad Guayaquil, het belangrijkste front, om daar zelf de strijd te kunnen leiden. Generaal José María de Urbina, Robles' voorganger als president en bevelhebber van Guayaquil en Robles zelf werden in april 1859 door de rebellerende artilleriecommandant van Guayaquil gevangengenomen. Later werden zij door generaal Guillermo Franco bevrijd.
Terwijl Robles in Guayaquil was, grepen conservatieve krachten onder leiding van Gabriel García Moreno en Manuel Gómez de la Torre in Quito de macht. Zij stelden een junta in. Robles stuurde daarop een legioen onder leiding van generaal De Urbina naar Quito om de junta te verslaan. García Moreno, hoofd van de troepen van junta, werd uiteindelijk verslagen en vluchtte naar Peru. García Moreno keerde echter naar Guayaquil terug en complotteerde nu samen met generaal Franco tegen Robles. Toen Robles op de hoogte kwam van de plannen verlegde hij zijn regering van Guayaquil naar Riobamba. Samen met generaal Urbina, die zich bij hem had gevoegd, verdedigde hij zich tegen de troepen van Franco en vocht hij ook nog steeds tegen het Peruaanse leger.
Rond dezelfde periode trok Rafael Carvajal, een junta lid van Quito, samen met het Colombiaanse leger Noord-Ecuador binnen. Op 13 september 1859 vluchtten Robles en Urbina naar het buitenland en kort daarop riep generaal Franco zich uit tot Jefe Supremo (Opperste Leider) van Guayaquil en García Moreno zich uit tot Jefe Supremo van Quito en Jerónimo Carrión y Palacio, een ander rebellenleider, zich uit tot Jefe Supremo van Loja. De drie leiders lukte het niet om tot een compromis te komen en in de daaropvolgende burgeroorlog viel de regering van Carrión als eerste (nog in 1859). Franco, inmiddels gesteund door aanhangers van Urbina en Robles, werd in augustus 1860 te Babahoyo verslagen. Hierna werd García Moreno de onbetwiste leider van Ecuador.